# Cognac-la-Forêt
Cognac-la-Forêt este o comună în departamentul Haute-Vienne din centrul Franței. În 2009 avea o populație de 1.035 de locuitori.

## Evoluția populației
| An        | 1975 | 1982 | 1990 | 1999 | 2006  | 2009  |
| --------- | ---- | ---- | ---- | ---- | ----- | ----- |
| Populație | 801  | 864  | 893  | 890  | 1.048 | 1.035 |